# Föderale Polizei
Die Föderale Polizei (niederländisch Federale Politie; französisch Police Fédérale) ist die landesweite Polizei Belgiens. Sie steht unter der Aufsicht der Minister des Innern und der Justiz. Sie ist vergleichbar mit der deutschen Bundespolizei und übt ihre Aufträge auf dem gesamten belgischen Staatsgebiet aus. Seit dem 15. Juni 2018 ist Erster Hauptkommissar Marc De Mesmaeker Generalkommissar der Föderalen Polizei.

## Geschichte
Die föderale Polizei ging aus der 1830 geschaffenen Gendarmerie hervor. Bis 1992 war diese als selbstständige Teilstreitkraft neben Heer, Marine und Luftwaffe organisiert, stand aber unter der Aufsicht der Minister des Innern. Danach war sie bis 2001 eine nationale zivile Polizeibehörde. Sie wurde zusammen mit den anderen in Belgien bestehenden Polizeikräften im Gefolge der Affäre Dutroux aufgelöst und im Jahr 2001 durch die Föderale Polizei und die lokale Polizei ersetzt.

## Organisation
Die Föderale Polizei ist gegliedert in ein Generalkommissariat, drei Generaldirektionen (die Generaldirektion der Verwaltungspolizei, die Generaldirektion der Kriminalpolizei und die Generaldirektion der Verwaltung von Mitteln und Informationen) sowie einer in Brüssel angesiedelten Zentraldirektion. Darüber hinaus gibt es dekonzentrierte Direktionen und Dienststellen in den Bezirken.

### Besondere Einheiten
Die Spezialkräfte der Föderalen Polizei Belgiens ist die Spezialeinheit der Belgischen Föderalen Polizei. Die Antiterror-Einheit hatte 400 Angehörige und ist nach Umstrukturierungen und Namensänderungen heute in der CGSU (Direction Special Units, Commissioner-General of the federal police, CGSU) zusammengefasst.
Die Escorte royale à cheval, eine berittene Einheit für zeremonielle Anlässe, wird von Mitgliedern der Föderalen Polizei gestellt.

### Bahnpolizei
Die Bahnpolizei ist eine Direktion der Föderalen Polizei. Die Bahnpolizei ist hauptsächlich in Zügen, an Bahngleisen und auf Bahnsteigen tätig; auch auf U-Bahn- und Premetro-Stationen.

## Amtsbezeichnungen
Die Amtsbezeichnungen der Polizei existieren gemäß dem föderalen Statut Belgiens in drei unterschiedlichen Sprachversionen, nämlich in Französisch (Wallonie/Brüssel), Flämisch bzw. Niederländisch (Flandern/Brüssel) und Deutsch (Deutschsprachige Gemeinschaft, um Eupen und Malmedy).
| Laufbahnen (frz.) / (ndl.) / (dtsch.) | Cadre officier/ Officierskader/ Offizierskader                                                                             | Cadre officier/ Officierskader/ Offizierskader                                                       | Cadre officier/ Officierskader/ Offizierskader                                                                      | Cadre officier/ Officierskader/ Offizierskader                                                | Cadre officier/ Officierskader/ Offizierskader                                                                         | Cadre moyen/ Middenkader/ Mittelkader                                                                          | Cadre moyen/ Middenkader/ Mittelkader                                                    | Cadre moyen/ Middenkader/ Mittelkader                                                                               | Cadre base/ Basiskader/ Basiskader                               | Cadre base/ Basiskader/ Basiskader                               | Cadre base/ Basiskader/ Basiskader                               |
| ------------------------------------- | --- | --- | --- | --------------------------------------------------------------------------------------------- | --- | --- | ---------------------------------------------------------------------------------------- | --- | ---------------------------------------------------------------- | ---------------------------------------------------------------- | ---------------------------------------------------------------- |
| Föderale Polizei                      | EHCP polfed | CDP polfed                                                                                           | ECP polfed | CP polfed                                                                                     | ACP polfed | EHINP polfed                                                                                                   | INPP polfed                                                                              | AINPP polfed | EINP polfed                                                      | INP polfed                                                       | AINP polfed                                                      |
| Amtsbezeichnung                       | Premier commissaire divisionnaire/ Eerste Hoofdcommissaris/ Erster Hauptkommissar                                          | Commissaire divisionnaire/ Hoofdcommissaris/ Hauptkommissar                                          | Premier commissaire/ Eerste commissaris/ Erster Kommissar                                                           | Commissaire/ Commissaris/ Kommissar                                                           | Aspirant-commissaire/ Aspirant-commissaris/ Kommissar-Anwärter                                                         | Premier inspecteur principal/ Eerste hoofdinspecteur/ Erster Hauptinspektor                                    | Inspecteur principal/ Hoofdinspecteur/ Hauptinspektor                                    | Aspirant-inspecteur principal/ Aspirant-hoofdinspecteur/ Hauptinspektor-Anwärter                                    | Premier inspecteur/ Eerste inspecteur/ Erster Inspektor          | Inspecteur/ Inspecteur/ Inspektor                                | Aspirant-inspecteur/ Aspirant-inspecteur/ Inspektor-Anwärter     |
| Laufbahnen (frz.) / (ndl.) / (dtsch.) | Cadre Sécurisation / Beveiligingskader / Sicherungskader (Objektschutz usw.)                                               | Cadre Sécurisation / Beveiligingskader / Sicherungskader (Objektschutz usw.)                         | Cadre Sécurisation / Beveiligingskader / Sicherungskader (Objektschutz usw.)                                        | Cadre Sécurisation / Beveiligingskader / Sicherungskader (Objektschutz usw.)                  | Cadre Sécurisation / Beveiligingskader / Sicherungskader (Objektschutz usw.)                                           | Cadre Sécurisation / Beveiligingskader / Sicherungskader (Objektschutz usw.)                                   | Cadre Sécurisation / Beveiligingskader / Sicherungskader (Objektschutz usw.)             | Cadre Sécurisation / Beveiligingskader / Sicherungskader (Objektschutz usw.)                                        | Cadre Agent/Agentenkader / Bedienstetenkader (Objektschutz usw.) | Cadre Agent/Agentenkader / Bedienstetenkader (Objektschutz usw.) | Cadre Agent/Agentenkader / Bedienstetenkader (Objektschutz usw.) |
| Föderale Polizei                      | 1BCSP polfed | BCSP polfed                                                                                          | 1BASP polfed | BASP polfed                                                                                   | ABASP polfed | 1BAGP polfed                                                                                                   | BAGP polfed                                                                              | ABAGP polfed | EAP polfed                                                       | AP polfed                                                        | AAP polfed                                                       |
| Amtsbezeichnung                       | Premier coordinateur de sécurisation de police / Eerste beveiligingscoördinator / Erster Sicherungskoordinator der Polizei | Coordinateur de sécurisation de police / Beveiligingscoördinator / Sicherungskoordinator der Polizei | Premier assistant de sécurisation de police / Eerste beveiligingsassistent / Erster Sicherungsassistent der Polizei | Assistant de sécurisation de police / Beveiligingsassistent / Sicherungsassistent der Polizei | Aspirant assistant de sécurisation de police/ Aspirant-beveiligingsassistent/ Sicherungsassistent-Anwärter der Polizei | Premier agent de sécurisation de police / Eerste beveiligingsagent / Erster Sicherungsbediensteter der Polizei | Agent de sécurisation de police / Beveiligingsagent / Sicherungsbediensteter der Polizei | Aspirant agent de sécurisation de police / Aspirant-beveiligingsagent / Sicherungsbediensteter-Anwärter der Polizei | Premier agent / Eerste agent / Erster Polizeibediensteter        | Agent / Agent / Polizeibediensteter                              | Aspirant-agent / Aspirant-agent / Polizeibediensteter-Anwärter   |